# 劉肇基
劉肇基（？—1645年 †），字鼎维，辽东人。

## 生平
劉肇基原籍赣榆县，祖辈世袭指挥佥事。歷任都司僉書、游擊、副將、遼東副總兵，崇禎十二年（1640年）都督僉事署遼東總兵，分練寧遠諸營卒，署陽標十營總練事，後任湖廣總兵，崇禎十七年（1644年）都督同知提督南京大教場，終右軍都督左都督加太子太保。清諡忠烈
肇基随父入军籍。崇祯七年農民軍多入陝西，随总兵尤世威防禦豫陝交界北朱陽關、永寧諸關。蓟辽总督洪承畴调肇基至辽东，负责训练士兵。顺治二年（1645年）三月，清將多铎兵围扬州，史可法傳檄諸鎮發兵援救，劉澤清北遁淮安。僅劉肇基等少數兵至，入城守北门，防守見絀。扬州城破被殺。

## 延伸阅读
[在维基数据编辑]
 《明史卷二百七十二》，出自《明史》